# ابن حبان
ابوحاتم، محمّد بن حِبّان بُستی (۸۸۳–۹۶۵م) محدث برجستهٔ سیستانی بود. از استادان برجسته‌اش ابوبکر ابن خزیمه بود و ابوعبدالله حاکم نیشابوری از او روایت کرد. حاکم همچنین ذکر می‌کند که او مدتی قاضی نسا بوده و به به علوم گوناگونی مثل پزشکی، اخترشناسی و فلسفه نیز پرداخته‌است. حاکم شگفتی خود را از این امر بیان کرده و نوشت که معمولاً علمای حدیث به این علوم نمی‌پرداخته‌اند. همچنین ابن حبان مدتی قاضی سمرقند بوده‌است. چند اثر برجسته از ابن حبان به‌جای مانده‌است.

## آثار
- التفاسیم و الانواع
- الثقات
- الضعفاء
- فقه الناس
- تاریخ الکبیر
- المسند الصحیح